# Hydropotes inermis

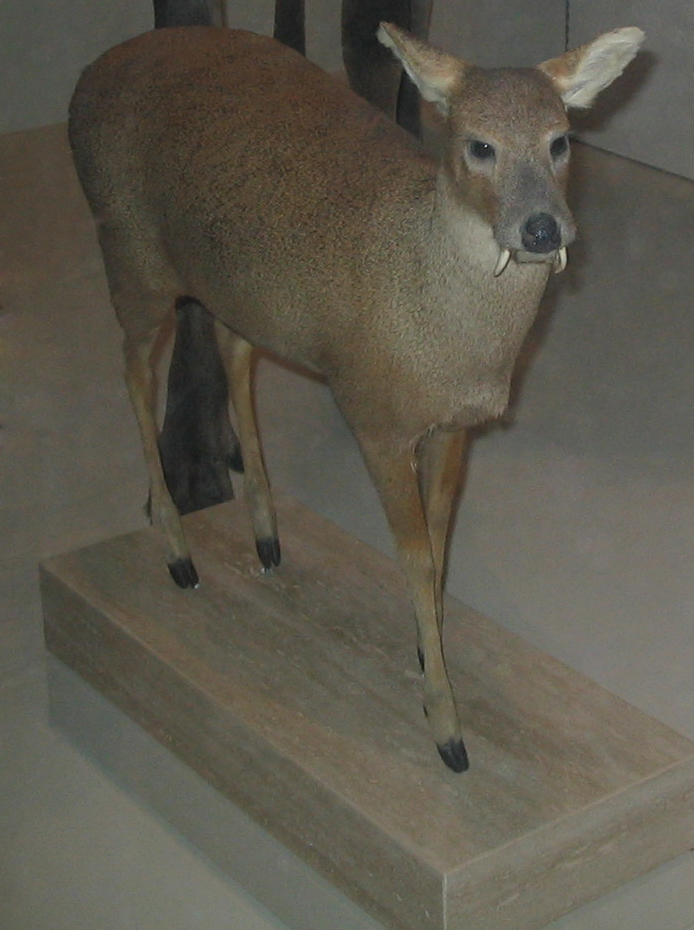
Ejemplar disecado mostrando los característicos colmillos de la especie. Museo Nacional de Historia Natural del Instituto Smithsoniano, EE. UU.

El ciervo o venado acuático chino (Hydropotes inermis) es una especie de mamífero artiodáctilo de la familia Cervidae, es la única especie de su género y subfamilia.

## Descripción
Alcanza entre 75 y 100 cm de longitud, con una altura a la cruz de 45-55 cm. Su peso alcanza de 9 a 14 kg.
La cola mide entre 6 y 7,5 cm.

## Reproducción
Con una esperanza de vida de 10 a 12 años, las hembras alcanzan la madurez sexual a los 7 u 8 meses y los machos entre los 5 y los 6 meses de edad.
Tras una gestación de 180-210 días, las hembras paren de 2 a 5 crías (excepcionalmente una sola o hasta 7).

## Subespecies
Se han descrito las siguientes subespecies:
- Hydropotes inermis argyropus
- Hydropotes inermis inermis